# 甘比亞達拉西
達拉西是甘比亞的流通貨幣。于1971年開始發行。輔幣單位為布圖，價值為達拉西的百分之一。貨幣編號GMD。

## 流通中的貨幣

### 硬幣

甘比亞自1971年開始流通的硬幣系列。

- 1 布圖
  - 正面：甘比亞國徽、國家名稱、年份
  - 背面：
- 5 布圖
  - 正面：甘比亞國徽、國家名稱、年份
  - 背面：
- 10 布圖
  - 正面：甘比亞國徽、國家名稱、年份
  - 背面：
- 25 布圖
  - 正面：甘比亞國徽、國家名稱、年份
  - 背面：
- 50 布圖
  - 正面：甘比亞國徽、國家名稱、年份
  - 背面：
- 1 達拉西
  - 正面：甘比亞國徽、國家名稱、年份
  - 背面：

### 紙幣
- 5 達拉西
  - 正面：
  - 背面：
- 10 達拉西
  - 正面：
  - 背面：
- 25 達拉西
  - 正面：
  - 背面：
- 50 達拉西
  - 正面：
  - 背面：
- 100 達拉西
  - 正面：
  - 背面：

## 外部連結
- 唐的世界硬币画廊：The Gambia
- 罗恩·怀斯的世界纸币：Gambia 镜像网站
- 现代金融系统表格－库尔特·舒勒制作：Gambia 镜像网站
- 环球货币历史：The Gambia
- 《环球金融资料》系列：Gambia Dalasi
- 《环球金融资料》货币历史表格（ 微软试算表格式）